# Hüttenhausen (Mindelstetten)

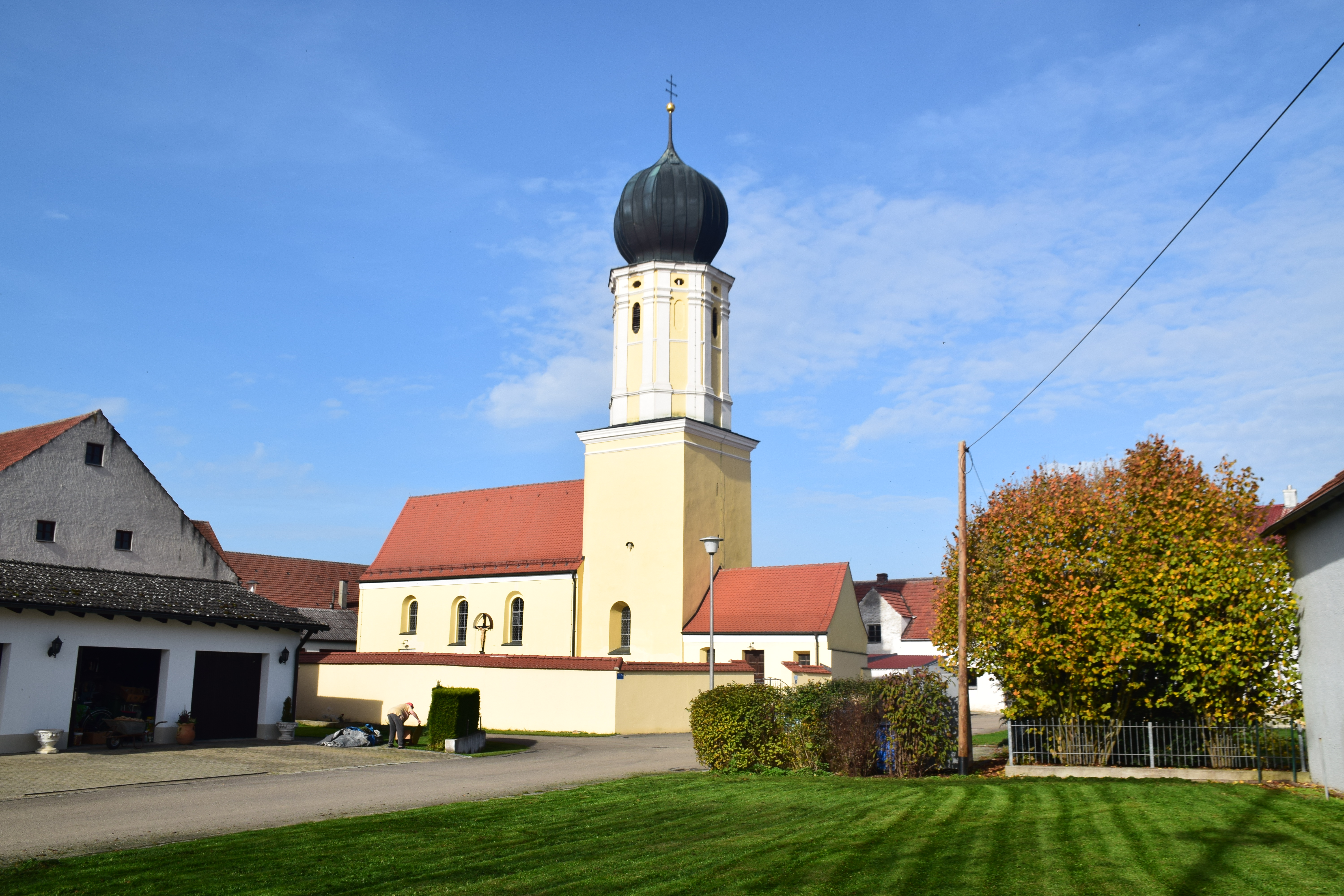
St. Blasius

Hüttenhausen ist ein Kirchdorf und Ortsteil der Gemeinde Mindelstetten im oberbayerischen Landkreis Eichstätt. Die ehemalige Gemeinde Hüttenhausen wurde 1978 aufgelöst.

## Geschichte
Hüttenhausen wurde bereits 1123 erstmals urkundlich erwähnt.
Durch das zweite Gemeindeedikt wurden 1818 die Gemeinden Hüttenhausen (zugehörig das Kirchdorf Tettenagger) und Offendorf (damals bestehend aus den Kirchdörfern Ober- und Unteroffendorf sowie den Weilern Stockau und Weiher), gegründet. Ab der Trennung von Justiz und Verwaltung am 1. Juli 1862 gehörten beide Gemeinden zum Landgericht Riedenburg (ab 1. Oktober 1879: Amtsgericht Riedenburg) und zum Bezirksamt Hemau in der (Oberpfalz). Mit der Auflösung des Bezirksamtes Hemau kamen beide Gemeinden am 1. Januar 1880 verwaltungsmäßig zum Bezirksamt Beilngries und wechselten 1908 zu dem damals neu eingerichteten Bezirksamt Riedenburg.
Im Jahr 1939 wurde die Gemeinde Offendorf in die Gemeinde Hüttenhausen eingegliedert, im gleichen Jahr erfolgte die Umbenennung des Bezirkes in Landkreis Riedenburg. Am 1. Mai 1978 erfolgte im Zuge der Gebietsreform in Bayern die Eingemeindung nach Mindelstetten.

## Kirche
Die katholische Filialkirche St. Blasius ist eine ehemals romanische Anlage, erweitert und ausgebaut wurde sie Ende des 17. / Anfang des 18. Jahrhunderts. Sie ist einschließlich ihrer Ausstattung und der Kirchhof-Ummauerung das einzige eingetragene Denkmal des Dorfes.
Die Filialgemeinde Hüttenhausen gehört zur Pfarrei St. Martin Lobsing im Dekanat Pförring des Bistums Regensburg.